# Национал-демократическая партия (Непал)
Национал-демократическая партия (Растрия/Раштрия Праджатантра Парти, Rastriya Prajatantra Party, непальск. राष्ट्रिय प्रजातन्त्र पार्टी) — правая консервативная политическая партия Непала. Декларирует, что её идеология основана на демократии, конституционной монархии, национализме и экономическом либерализме. Некогда ведущая монархическая партия страны, ныне играет второстепенную роль в непальской политике.

## История
Партия была создана правящей элитой в период панчаятской системы 29 мая 1990 года. В 1992 году прошёл первый всеобщий съезд в столице страны Катманду, на котором Сурья Бахадур Тхапа избран председателем. На парламентских выборах 1994 года партия получила 18 процентов голосов и выиграла 20 мест в Палате представителей, тем самым став третьей по величине партией в парламенте. Ни одна другая партия не получила большинства, и партия впоследствии присоединилась к коалиционному правительству с Коммунистической партией Непала (объединённой марксистско-ленинской) и Непальским конгрессом.
В 1997 году партия объединилась с Непальским конгрессом и свергла правительство. Второй всеобщий съезд состоялся в 1998 году в Биргинге, где Сурья Бахадур Тхапа снова стал председателем. После того, как в октябре 2002 года король распустил правительство во главе с Шером Бахадуром Деубой, Локендра Бахадур Чанд, один из членов партии, был назначен премьер-министром, но он ушёл в отставку в мае 2003 года. Ему на смену пришёл Сурья Бахадур Тапха. В 2006 году король распустил парламент и ввёл единоличное правление. На установление абсолютизма большинство членов партии высказались отрицательно. Однако десять человек из центрального комитета партии поддержали короля. Ряд членов партии, в том числе шесть министров кабинета, были исключены, и в итоге они сформировали свою собственную партию — роялистскую Национал-демократическую партию Непала (Rastriya Prajatantra Party Nepal/Растрия Праджатантра Парти Непал) во главе с Камалом Тхапой.
Во временном парламенте под началом Гириджи Прасада Коиралы у неё было 9 мест, что делало её крупнейшей оппозиционной партией. На выборах 2008 года завоевала 8 мест. Уже после падения монархии вошла в 2009 году в правительство Мадхава Кумара Непала. На парламентских выборах 2013 года партия получила 13 мест, однако к этому моменту на правомонархическом фланге её уже потеснила отколовшаяся от неё Растрия Праджатантра Парти Непал.
В ноябре 2016 года обе партии объявили о своём воссоединении, став таким образом четвёртой крупнейшей фракцией в парламенте (37 депутатов). Однако уже в марте 2017 года от партии из-за споров об избирательном символе произошёл первый откол — Национал-демократическая партия (Националистическая), — вслед за чем в августе 2018 года последовала и Национал-демократическая партия (Демократическая).

## Идеология
Национал-демократическая партия была создана как альтернатива основным политическим силам страны, Непальскому конгрессу и Коммунистической партии Непала. Идеология партии основана на демократии, конституционной монархии, национализме и экономическом либерализме. Когда в 2008 году монархия была упразднена, а Непал был объявлен светским государством, партия заявила, что берёт курс на реставрацию старого порядка. После слияния с Растрия Праятантра, последняя приняла устав и программу национал-демократов.

## Символы
Символы партии:

Старый флаг партии до 2016 года

- плуг, вероятнее всего, олицетворяющий избирателей[источник не указан 2445 дней];
- флаг, состоящий из синей, жёлтой и красной вертикальных полос, где в центре изображена корова.